# Henri Romanetti
Henri Romanetti, né le 7 mars 1909 à Marseille, mort le 5 août 1944 à La Villette (Calvados), est un marin puis mécanicien aviateur, officier de l'Aéronavale et mitrailleur.
Il s'illustre dans les Forces aériennes françaises libres pendant la Seconde Guerre mondiale, principalement dans le Groupe de bombardement Lorraine. Son avion est abattu pendant la bataille de Normandie. Il est Compagnon de la Libération.

## Biographie

### Marin puis mécanicien aéronautique
Henri Jean Romanetti naît à Marseille le 7 mars 1909,. Fils d'Ange Marie Romanetti et de Blondine Rosalie Bonnafoux, il est d'origine corse.
Il s'engage dans la Marine nationale en janvier 1929, et devient quartier-maître et chef mécanicien. Après une affectation en Tunisie, il est en 1934-1935 instructeur à l'École des mécaniciens de la Marine à Rochefort.
Romanetti est breveté mécanicien aéronautique en juin 1935. Il poursuit à Hourtin les cours de mécanicien volant, dont il obtient le brevet en novembre suivant. Il est affecté sur le croiseur Duquesne, à bord duquel il devient en janvier 1937 second maître mécanicien. Deux mois plus tard, il est nommé à la base aéronavale de Bizerte en Tunisie, où il est encore au début de la Seconde Guerre mondiale.

### Combats avec les Forces aériennes françaises libres
Refusant l'armistice, il s'échappe de Bizerte le 15 octobre 1940 en avion avec deux camarades et arrive à Malte,. Il y travaille dans la Royal Air Force pour les Britanniques comme mécanicien, mais demande à rejoindre la France libre.
Sa demande est acceptée en décembre 1940, il rejoint alors les Forces aériennes françaises libres (FAFL) à Ismaïlia en Égypte. Il est chargé d'encadrer les renforts envoyés au Soudan anglo-égyptien.
Romanetti rejoint comme sergent-chef et mitrailleur mécanicien en mai 1941 le Groupe réservé de bombardement no 1 (GRB1), avec lequel il prend part aux combats de la campagne d'Afrique de l'Est en Abyssinie, puis en Libye. Temporairement affecté au service spécial à Aboukir  d'août à octobre 1941, il rejoint en Libye son groupe qui prend le nom de Groupe de bombardement Lorraine où il sert de nouveau, jusqu'en mars 1942.
Nommé à la base de Damas en Syrie en mars 1942, adjudant en mai suivant, il est affecté en octobre 1942 à la base de Rayak au Liban.

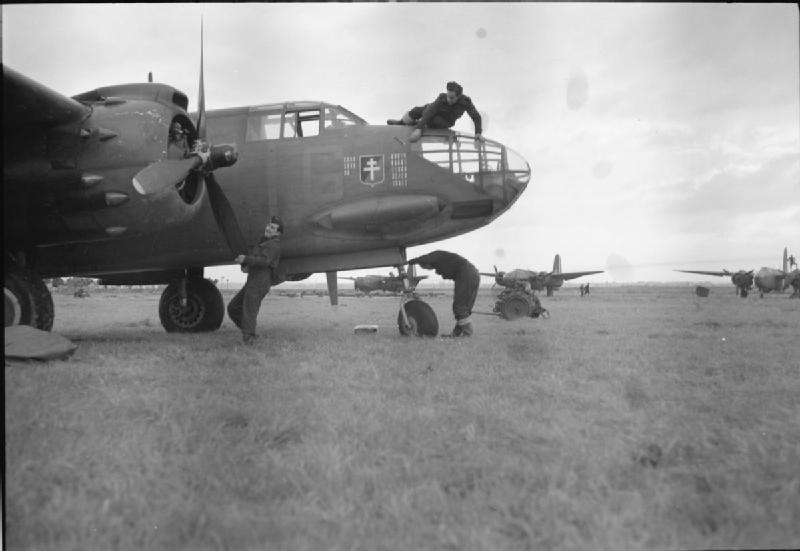
Bombardier Boston du groupe Lorraine.

Il retourne en Angleterre début 1943 avec le groupe Lorraine, pour le front occidental. Il accomplit plusieurs missions au-dessus de la France occupée, et devient officier en juin 1944, avec le grade de sous-lieutenant. Il a une excellente réputation de mécanicien. Souvent volontaire pour les missions dangereuses, il en compte 40 à son actif en août 1944, avec mille heures de vol.
Il part pour une nouvelle mission dans la nuit du 4 au 5 août 1944 comme mitrailleur à faible altitude, dans la région de Falaise pendant la bataille de Normandie. La mission a pour objectif une intrusion de nuit sur la secteur Flers - Bretteville - Argentan. Le bombardier Boston est abattu le 5 août sur la commune de La Villette dans le Calvados,. D'abord enterré à Saint-Pierre-la-Vieille dans le Calvados, il est plus tard réinhumé au cimetière du Canet à Marseille.
Il est créé Compagnon de la Libération à titre posthume par le décret du 29 décembre 1944.

## Hommages et distinctions

### Distinctions
Les principales distinctions de Henri Romanetti sont :
- Chevalier de la Légion d'honneur ;
- Compagnon de la Libération, par décret du 29 décembre 1944 ;
- Croix de guerre 1939–1945, avec deux citations ;
- Médaille coloniale avec agrafe « Libye » ;
- Médaille des évadés ;
- Chevalier du Nichan Iftikhar (Tunisie).

### Autres hommages
- La « rue des deux frères Romanetti », à Marseille, porte son nom et celui de son frère[6],[7].
- Son nom figure sur la grande stèle commémorative des compagnons de la Libération, au musée de l'Armée, à Paris.
- Une stèle à La Villette rappelle son souvenir et celui de ses équipiers de l'avion abattu[8].